# Capela de São Miguel (Coimbra)
A Capela de São Miguel é uma capela da Universidade de Coimbra construída entre os séculos XVI e XVIII. Pertence ao conjunto arquitetónico do Paço das Escolas, núcleo histórico da Universidade de Coimbra, estando por isso classificada como Monumento Nacional (desde 1910) e inscrita na listagem de Património Mundial da UNESCO (desde junho de 2013).
A Comunidade da Capelania da Universidade reúne todos os domingos às 12H00 para celebrar a Eucaristia.

## História
A construção de um pequeno oratório privativo do antigo Paço Real da Alcáçova (atual Paço das Escolas) remonta provavelmente ao séc. XII. A Capela de São Miguel, que o veio substituir, data do séc. XVI, tendo sido patrocinada por D. Manuel I, cujo estilo decorativo está patente no Portal Manuelino lateral, nos janelões da nave central e no arco cruzeiro. As obras foram dirigidas por Marcos Pires e terminadas por Diogo de Castilho. A capela foi alvo de remodelações posteriores. O retábulo principal, cuja marcenaria foi projetada em 1605 por Bernardo Coelho e executada pelo entalhador e escultor Simão da Mota, é em talha dourada, destacando-se pinturas maneiristas sobre a vida de Cristo atribuídas a Simão Rodrigues e Domingos Vieira Serrão; o retábulo é considerado uma obra prima do maneirismo português. O órgão, em estilo barroco, foi construído em 1733 por Frei Manuel Gomes; esse instrumento permanece funcional. Os azulejos da nave e capela-mor, do tipo de tapete, foram fabricados em Lisboa e datam do século XVII, assim como a pintura do teto, da autoria de Francisco F. de Araújo; o altar é do séc. XVIII. A imagem de Santa Catarina no nicho à direita do arco cruzeiro é do escultor Frei Cipriano da Cruz.

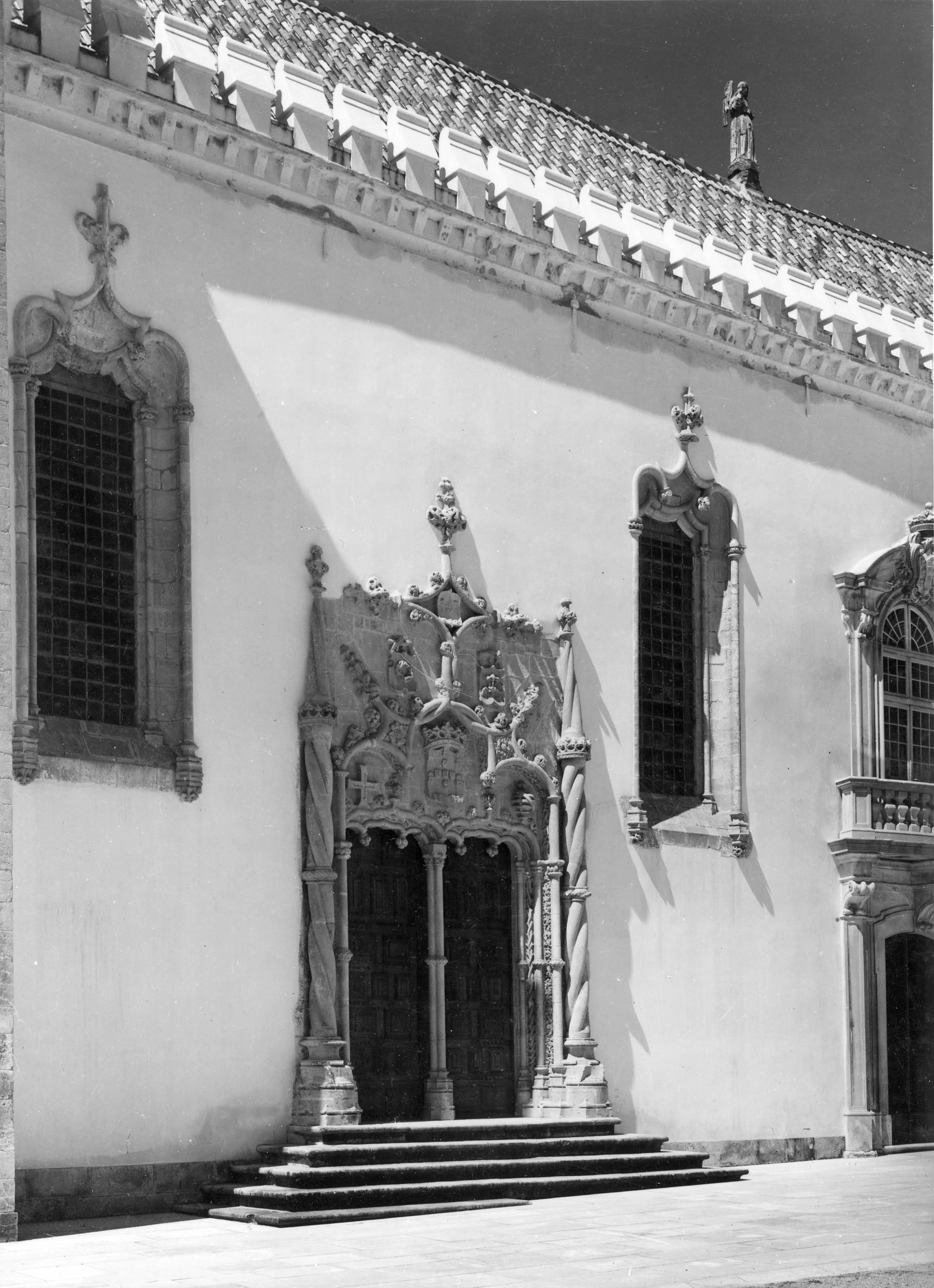
Fachada da Capela / Portal Manuelino
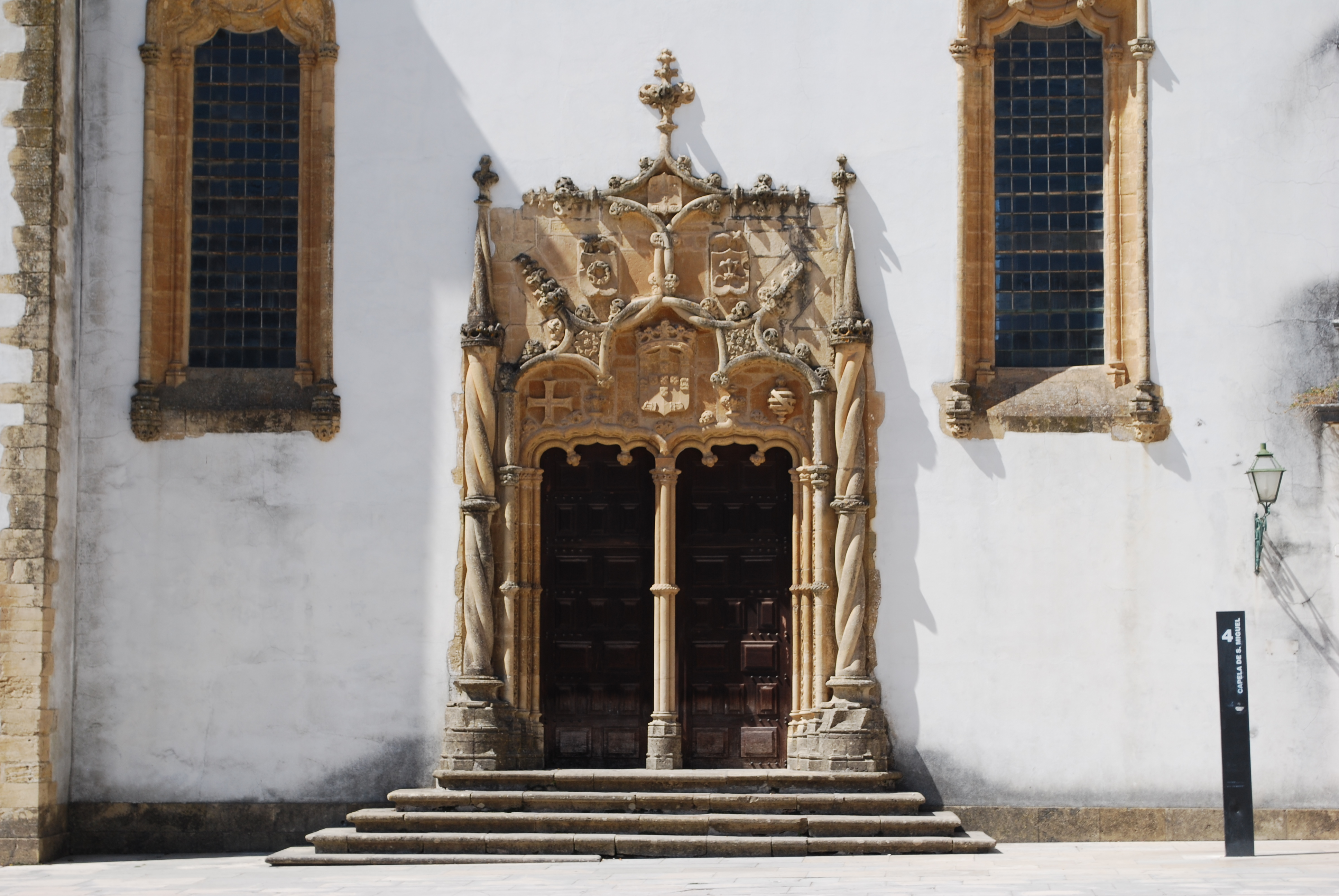
Portal Manuelino
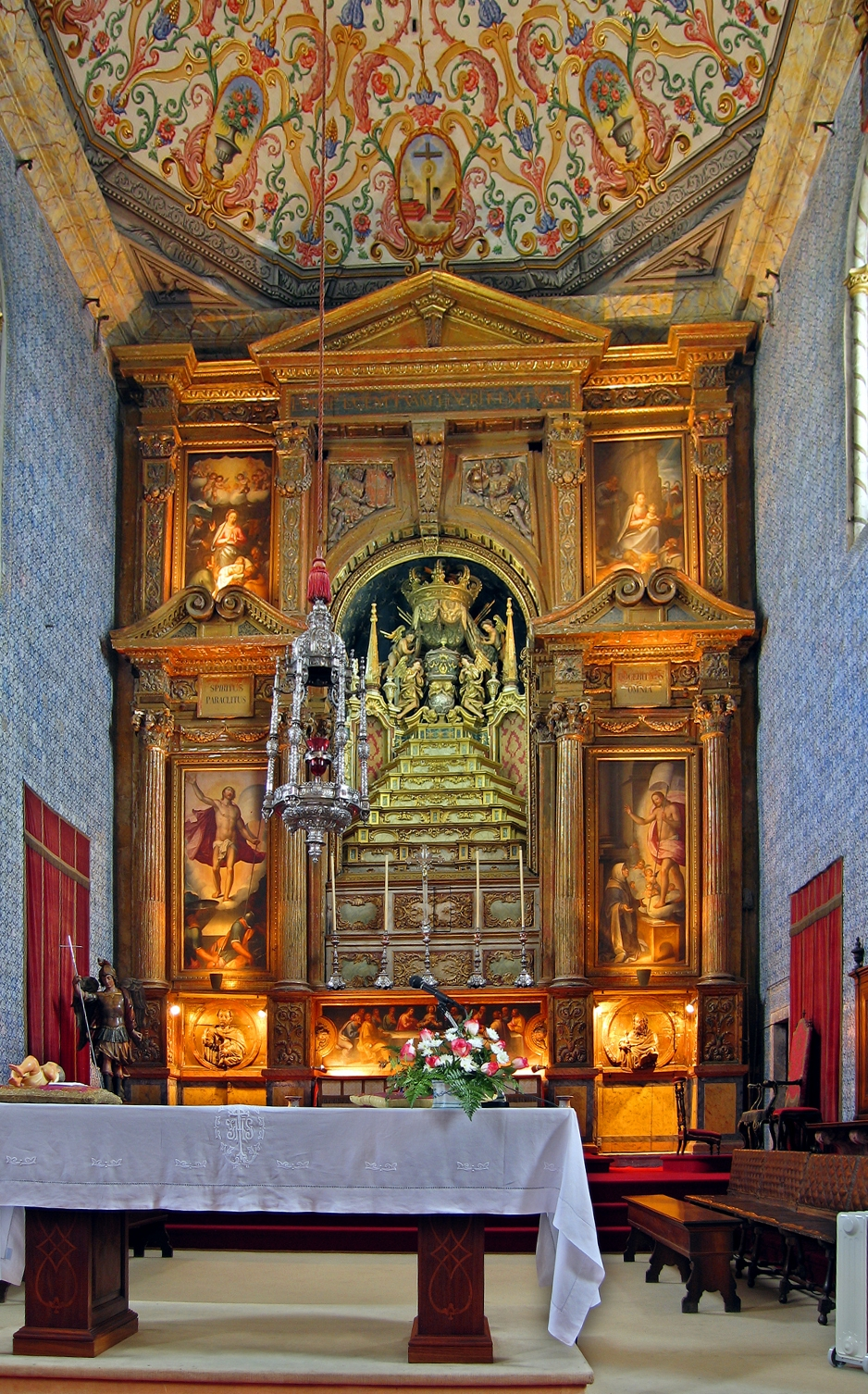
Retábulo principal
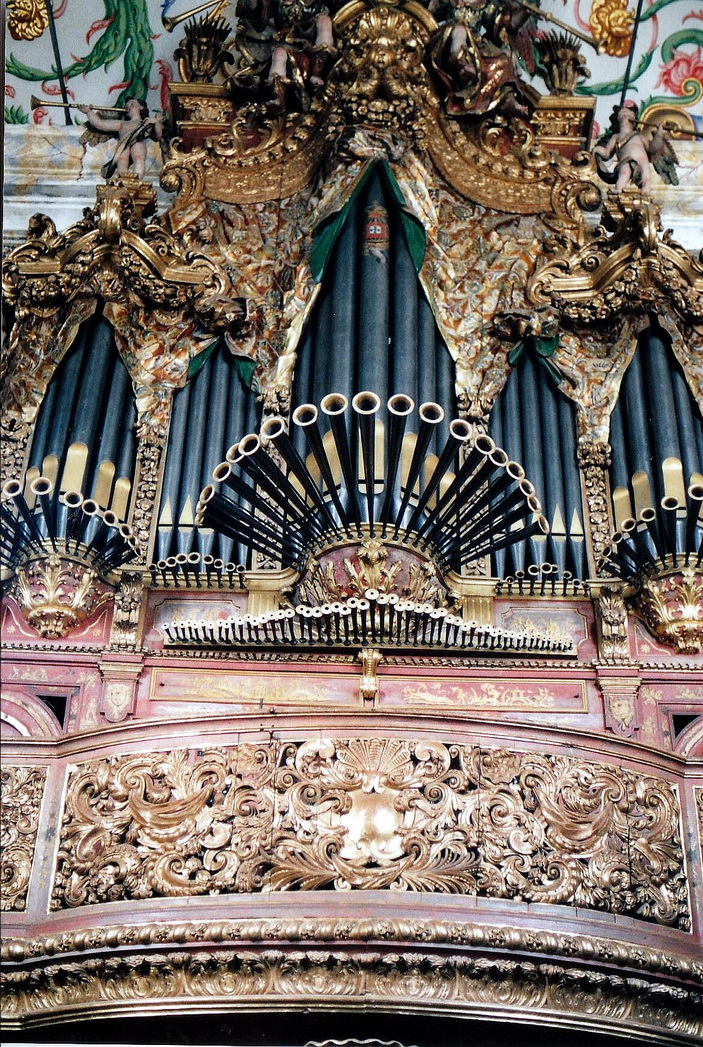
Capela de S. Miguel / órgão
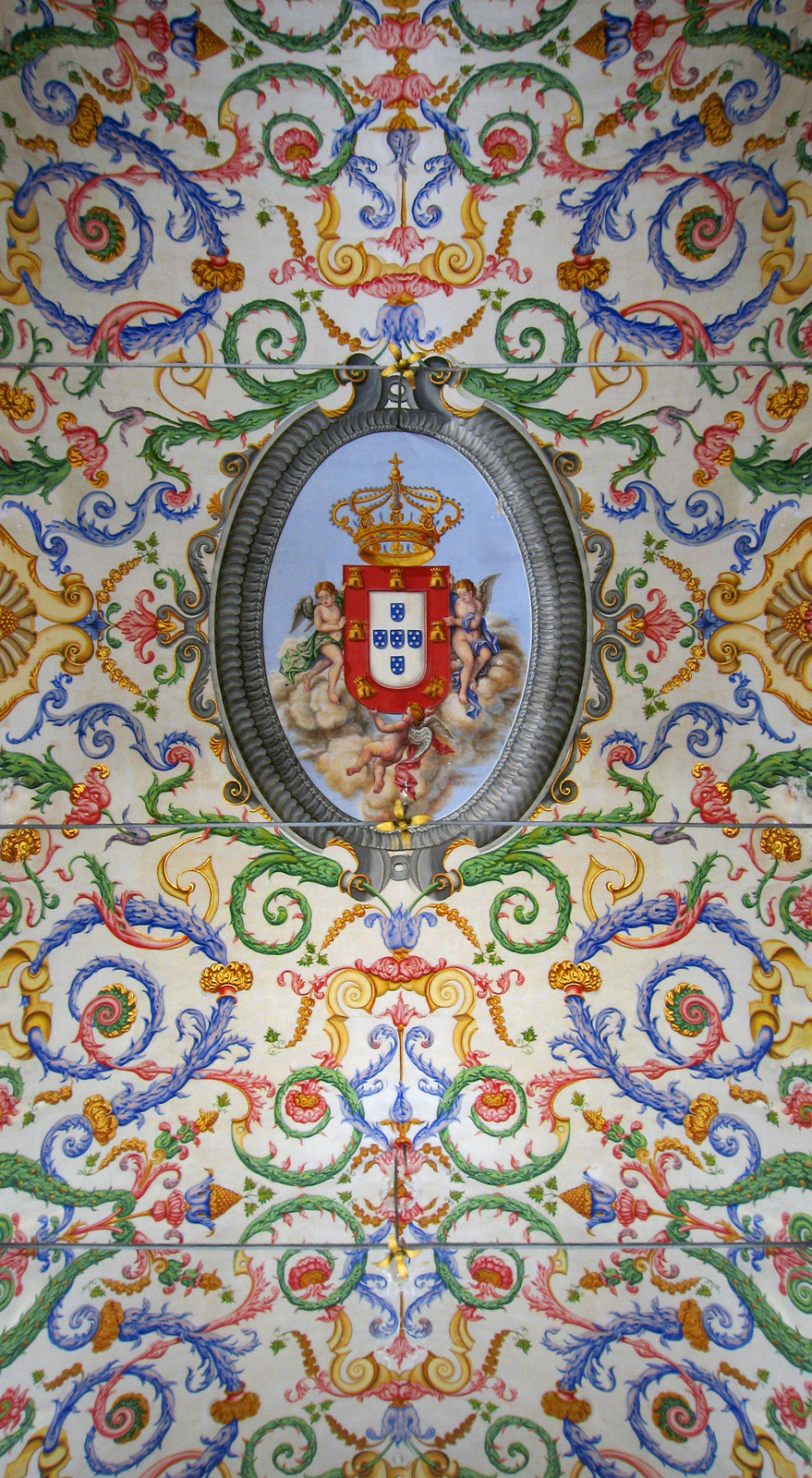
Capela de S. Miguel (teto)

## Ligações Externas
- Capela de São Miguel e Universidade de Coimbra - Visita 360°
- Capela de São Miguel - Vista 360º